# Wolfpack (Computerspiel, 1990)
Bei dem Computerspiel Wolfpack handelt es sich um eine U-Boot-Simulation von NovaLogic, die 1990 veröffentlicht wurde.

## Spielprinzip
Der Spieler übernimmt wahlweise die Rolle eines Kommandanten des U-Boot-Rudels oder des Schiffskonvois während der Zeit des Zweiten Weltkriegs in der Atlantikschlacht. Die Rolle des Gegners übernimmt der Computer. Ebenso ist es möglich, innerhalb des eigenen Verbandes zwischen verschiedenen Schiffen und U-Booten zu wechseln.
Es ist wahlweise möglich, die Handlungen in Echtzeit oder bis zu 32-mal schneller ablaufen zu lassen, um beispielsweise ein Schiff in kurzer Zeit über weite Distanzen fahren zu lassen.
Das Spiel thematisiert eine Reihe von Technologiefortschritten, die im Verlauf des Zweiten Weltkriegs stattgefunden haben. Jede Mission findet in einem bestimmten Jahr des Krieges statt. In späteren Jahren stehen dem Spieler neue fortschrittlichere U-Boot-Klassen zur Verfügung, die beispielsweise eine größere Unterwassergeschwindigkeit bieten. Zerstörer erhalten Radar- und Aktiv-Sonar zur Erkennung von U-Booten und Hedgehog-Anti-U-Boot-Waffen, die die Wasserbomben, Kanonen und das passive Sonar der früheren Zerstörer ergänzen.

## Rezeption
Computer Gaming World gab dem Computerspiel zwei von fünf Sternen. Die Zeitschrift schrieb, dass sich die Behauptung, dass es sich um eine präzise Simulation („precise simulation“) mit nie dagewesenem Realismus „unprecedented realism“ sich ebenso als falsch erwies, wie die Behauptung, dass es außer dem Eingangsbildschirm VGA-Grafik unterstützte. Die Computerzeitschrift schloss ihre Besprechung damit, dass „dieser Kritiker WolfPack keine wirkliche Langzeitnachhaltigkeit zuspricht“ („this reviewer does not consider WolfPack to have any real long-term sustainability“), obwohl es sich um ein unterhaltsames Computerspiel handele.